# Boutlelis
Boutlelis (în arabă بوتليليس) este o comună din provincia Oran, Algeria.
Populația comunei este de 23.920 de locuitori (2009).